# Universitat Estatal de Michigan
La Universitat Estatal de Michigan State (oficialment en anglès Michigan State University) (MSU) és una universitat pública de recerca localitzada a East Lansing, Michigan als Estats Units d'Amèrica. Va ser fundada el 1855. Entre els seus alumnes, es compten sis guanyadors del Premi Pulitzer.
Els equips de la universitat s'anomenen els Spartans. En tots els esports competeixen en la conferència Big Ten, excepte en hoquei sobre gel.